# Mysore (huyện)
Huyện Mysore là một huyện thuộc bang Karnataka, Ấn Độ. Thủ phủ huyện Mysore đóng ở Mysore. Huyện Mysore có diện tích 6.854 ki lô mét vuông. Đến thời điểm năm 2001, huyện Mysore có dân số 2.624.911 người.

## Hành chính
Huyện Mysore phân thành 3 phó huyện (Nanjangud, Mysore và Hunsur) và 7 đơn vị hành chính tương đương xã gồm:
- Piriyapatna
- Hunsur
- Krishnarajanagara
- Mysore
- Heggadadevanakote
- Nanjangud
- Tirumakudalu Narasipura